# 7009 Hume
7009 Hume este un asteroid din centura principală de asteroizi.

## Descriere
7009 Hume este un asteroid din centura principală de asteroizi. A fost descoperit pe 21 august 1987 la Observatorul La Silla de Eric Walter Elst. El prezintă o orbită caracterizată de o semiaxă mare de 2,24 ua, o excentricitate de 0,18 și o înclinație de 0,8° în raport cu ecliptica.